# Селецький Іван Якович
Іван Якович Селецький (1743 — 6 серпня 1810) — український військовий і державний діяч в Гетьманщині та Російській імперії, автор панегіріків, таємний радник (1797), катеринославський губернатор (1797–1801).

## Життєпис
Народився близько 1743 у шляхетській козацькій родині на Гетьманщині. 1761 вступив на державну службу військовим канцеляристом.
З 1764 по 1767 — Сотник, потім Бунчуковий товариш і канцелярист військово-адміністративного Ніжинського полку Гетьманщини.
З 1768 в складі 2-ї армії брав участь у російсько-турецькій війні, був обер-аудитором.
У 1770-ті перебував постійно при генерал-фельдмаршалі графі Петрі Румянцеві-Задунайському. Брав участь у битві біля Рябої Могили, у битві при Ларзі і битві при Кагулі.
З 1773 по 1778 — секунд-майор, ад'ютант генерал-фельдмаршала.
У квітні 1778 звільнений з армії в імперському чині полковника. 1775 написав і опублікував у друкарні Імператорської Академії наук вірші на урочистості з нагоди укладення миру з Туреччиною.
З 1783 по 1786 — на посаді прокурора Чернігівської губернії, а з 1788 по 1793 — голова Новгород-Сіверської палати цивільного суду. Мав чин статського радника (1785), дійсного таємного радника (1793), а 14 жовтня 1797 отримав чин таємного радника.
28 березня 1797 Іван Селецький був призначений на посаду Новоросійського (Катеринославського) губернатора. У своєму листі до дружини він писав:

«Я тут знайшов ту країну, де мене всі полюбили, і пани і прості, де розуміють мою ціну, і після гордості і лайок колишніх губернаторів, а особливо Бердяєва, ім'я якого всім тут ненависне, шанують мене як свого рятівника… Мене тут на руках носять; радник у мене Гладкий, також добра людина, розумна і великий мені помічник …»

У Катеринославській губернії виявляв особливу старанність у будівництві храмів та церков.
Помер 25 липня 1810.
Мав земельні володіння в Сосницькому повіті Чернігівської губернії: в селах Бакаївка, Ковчин, Припутні, Томашівка, містечку Салтикова Дівиця, хуторі Заруднинському та інших.

## Оцінки
Образ Селецького знайшов відображення в комедії Василя Капніста «Ябеда» (1796), поставленої на сцені в 1798. Персоонаж Кривосудов, якому дана характеристика «… Дому пан, цивільний голова Є сущий істини Юда і зрадник», практично повністю змальований з голови Новгород-Сіверської Палати цивільного суду. Автор зобразив у п'єсі і доньку Селецького, Софію, не змінивши навіть імені. Софія закохана в якогось Прямікова, але її хочуть видати в шлюб з пройдисвітом Праволовом.
Селецький користувався дуже незавидною репутацією в колах українських патріотів. Так 1784 чернігівський губернський маршалок шляхти Андрій Полетика в листі до свого брата Григорія писав:
[Губернський прокурор в Чернігові Селецький] «бігаючи по домівках, розголошує, що Государиня позбавила багатьох білоруських шляхтичів дворянства за те, що вони при розборі дворянства давали свідчення, подібні до наших свідчень, і цими помилковими наклепами багато хто бентежиться на шкоду бідним і тим, хто потребує справедливої допомоги людей»

## Нагороди
- Орден Святого Володимира III ступеня
- Орден Святої Анни I ступеня (22 грудня 1799)

## Родина
- Батько — Яків Селецький, сотник
- Мати — Ганна (до шлюбу Оболонська)
- Дружина — Марія (до шлюбу Апостол), правнучка гетьмана Данила Апостола, по лінії його сина Петра
  - Донька — Софія, одружена з майором Василем Синельниковим
    - Онука — Явдоха (1782–1830), одружена з харківським губернатором Августом Комстадіусом

  - Донька — Варвара, одружена з Дмитром Алексєєвим